# Mazuecos
Mazuecos é um município da Espanha na província de Guadalajara, comunidade autónoma de Castilla-La Mancha, de área 23,76 km² com população de 359 habitantes (2004) e densidade populacional de 15,11 hab/km².

## Demografia
| Variação demográfica do município entre 1991 e 2004 | Variação demográfica do município entre 1991 e 2004 | Variação demográfica do município entre 1991 e 2004 | Variação demográfica do município entre 1991 e 2004 |
| --------------------------------------------------- | --------------------------------------------------- | --------------------------------------------------- | --------------------------------------------------- |
| 1991                                                | 1996                                                | 2001                                                | 2004                                                |
| 438                                                 | 395                                                 | 344                                                 | 359                                                 |